# Armeegruppe Antonescu
De Armeegruppe Antonescu was een Duits/Roemeense Armeegruppe in de Tweede Wereldoorlog en kwam kort in actie bij de inval in de Sovjet-Unie in de zomer van 1941.

## Krijgsgeschiedenis
Kort voor de Duitse inval in de Sovjet-Unie (Operatie Barbarossa) in de zomer van 1941 lagen langs de Sovjet-Roemeense grens drie legers: het Duitse 11e Leger plus de Roemeense 3e en 4e Legers. In principe vielen deze legers allen direct onder Heeresgruppe Süd. Waarschijnlijk om politieke redenen, werd de leider en premier van Roemenië en opperbevelhebber van het leger, generaal Ion Antonescu, op 22 juni 1941 benoemd tot commandant van deze drie legers, als Armeegruppe Antonescu.
De Armeegruppe kwam niet meteen in actie. Terwijl Heeresgruppe Süd vanuit Galicië aanviel in Oekraïne, bleef de Armeegruppe nog inactief. Pas op 2 juli 1941 werd de aanval geopend (Operatie München), waarbij het leeuwendeel van de inspanning door het 11e Leger werd geleverd, met de Roemeense legers als ondersteuning. Nadat Noord-Boekovina en Bessarabië veroverd waren en het 11e en 3e Leger de Dnjestr begonnen over te steken, was de taak van de Armeegruppe beëindigd. 
Op 17 juli 1941 werd de Armeegruppe Antonescu opgeheven. Het 11e en 3e Leger rukten verder op als integraal deel van Heeresgruppe Süd, terwijl het 4e Leger en het 2e Korps tot 26 juli 1941 Zuid-Bessarabië zuiverden.

## Commandant
| Rang    | Naam          | Begin        | Eind         |
| ------- | ------------- | ------------ | ------------ |
| General | Ion Antonescu | 22 juni 1941 | 17 juli 1941 |